# Cronica de la Zürich
Cronica de la Zurich este un film românesc din 1996 regizat de Radu Igazsag, Alexandru Solomon.